# Grange cistercienne de Riel-les-Eaux
La grange cistercienne de Riel-les-Eaux dite de Beaumont est un édifice monacal catholique située à Riel-les-Eaux en France.

## Localisation et accessibilité
L'édifice est situé dans l'écart de Beaumont à l'extrémité nord du territoire communal de Riel-les-Eaux. 
Cependant depuis le chef-lieu celui-ci n'est accessible par la route que par Autricourt puis Cunfin dans l'(Aube) via la RD 45.

## Architecture
Cette grange dîmière est l'une des cinq exploitations agricoles de l'ancienne abbaye de Clairvaux et la seule à avoir conservé son cadre médiéval.
Restaurée, elle couvre une surface de 1 000 m2 répartie en 5 nefs et 8 travées et présente une impressionnante charpente en chêne culminant à 12 mètres.

## Histoire
Le site appartient à l'abbaye de Molesme quand l'abbé de Clairvaux l’achète en 1131 et y envoie une équipe de convers pour le mettre en valeur. On construit alors une grange, un bâtiment pour les convers, une digue pour barrer le ru local afin de créer un étang et plus tard une tuilerie. 
Remaniée aux XVe et XVIIe siècles la grange est inscrite au titre des monuments historiques par arrêté du 23 août 1991.